# His Grace Gives Notice (1924)
His Grace Gives Notice é um filme mudo britânico de 1924, do gênero comédia, dirigido por W. P. Kellino e estrelado por Nora Swinburne, Henry Victor e John Stuart. É uma adaptação do romance His Grace Gives Notice, de Laura Troubridge. A adaptação sonora do filme foi feita em 1933

## Elenco
- Nora Swinburne – Cynthia Bannock
- Henry Victor – George Berwick
- John Stuart (ator) – Joseph Longley
- Eric Bransby Williams – Ted Burlington
- Mary Brough – Sra. Smith
- Gladys Hamer - Pisca
- Phyllis Lytton – Sra. Stapleton
- Knighton Small – Butler